# Bisdom Palmeira dos Índios
Het bisdom Palmeira dos Índios (Latijn: Dioecesis Palmiriensis Indorum) is een rooms-katholiek bisdom met als zetel Palmeira dos Índios, in Brazilië. Het bisdom is suffragaan aan het aartsbisdom Maceió.

## Geschiedenis
Het bisdom werd opgericht op 10 februari 1962, uit delen van het bisdom Penedo en het aartsbisdom Maceió. 

## Parochies
Het bisdom had in 2021 een oppervlakte van 10.858 km2 en telde 630.785 inwoners waarvan 94,3% rooms-katholiek was.

## Bisschoppen
- Otàvio Barbosa Aguiar (4 juli 1962 - 29 maart 1978)
- Epaminondas José de Araújo (5 juni 1978 - 28 november 1984)
- Fernando Iório Rodrigues (1 maart 1985 - 12 juli 2006)
- Dulcênio Fontes de Matos (12 juli 2006 - 11 oktober 2017)
  - Genival Saraiva de França (apostolisch administrator: 26 oktober 2018 - 10 maart 2019)
- Manoel de Oliveira Soares Filho (19 december 2018 - heden)

Maceió (aartsbisdom) · Palmeira dos Índios · Penedo